# Dexter Gordon
Dexter Gordon (Los Ángeles, 27 de febrero de 1923-Filadelfia, 25 de abril de 1990), fue un saxofonista (tenor) estadounidense de jazz, estilista del bop y del hard bop.

## Comienzos

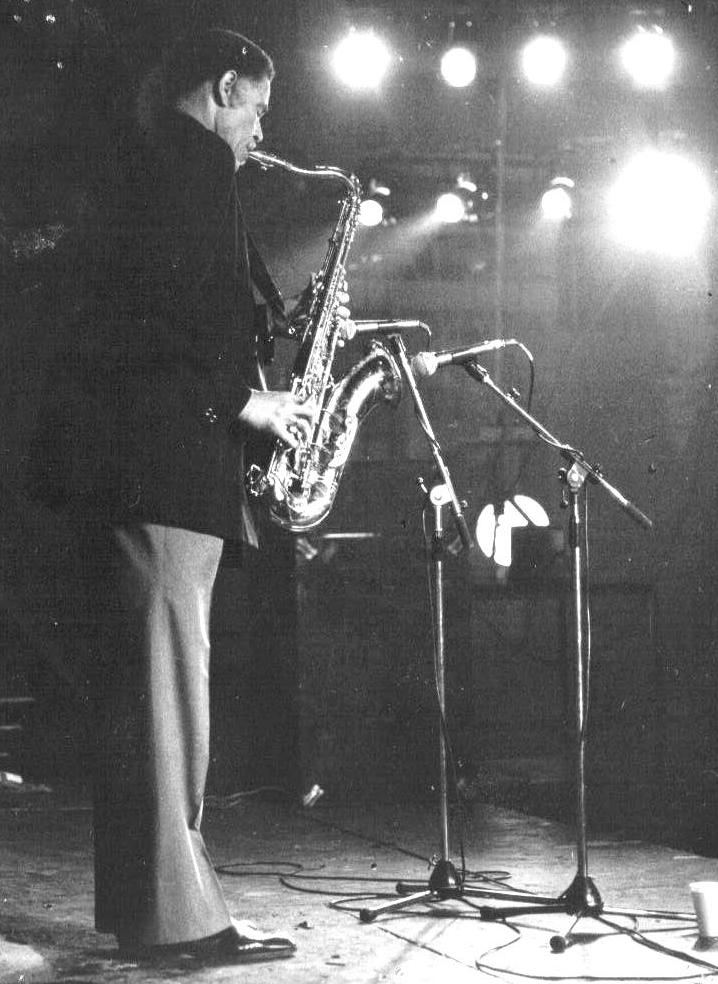
Dexter Gordon en Ámsterdam (1980).

Su padre, el Dr. Frank Gordon, fue uno de los primeros médicos afroamericanos en Los Ángeles donde llegó en 1918 después de graduarse de la Escuela de Medicina Howard en Washington D. C. Entre sus pacientes estaban Duke Ellington y Lionel Hampton. La madre de Dexter, Gwendolyn Baker, era la hija del Capitán Edward Baker, uno de los cinco Medallas Afroamericanas de Honor en la Guerra Hispano-Americana. Gordon interpretó el clarinete a partir de la edad de 13 años, antes de cambiar al saxofón (inicialmente el alto, después el tenor) a los 15. Mientras todavía estaba en la escuela, tocó en bandas con sus contemporáneos Chico Hamilton y Buddy Collette. 
Su primera colaboración importante fue con Lionel Hampton (1940-1943) aunque la presencia de Illinois Jacquet le impidió lucirse en los solos. En 1943, consiguió destacar en una grabación con Nat King Cole.

## En la erabebop
Unas breves colaboraciones con Lee Young, The Fletcher Henderson Orchestra y la big band de Louis Armstrong precedieron a su traslado a Nueva York en diciembre de 1944 y a su incorporación a la orquesta de Billy Eckstine, participando con Gene Ammons en la grabación de Eckstine de «Blowin' the Blues Away». Gordon grabó con Dizzy Gillespie («Blue ’N’ Boogie») y como líder para Savoy antes de regresar a Los Ángeles en el verano de 1946. Se convirtió allí en uno de los principales atractivos de la escena de Central Avenue, trabajando con Wardell Gray y Teddy Edwards en muchas batallas legendarias entre tenores.
Desde 1952, sus problemas con las drogas le llevaron a una carrera irregular durante el resto de la década. Después de un encarcelamiento en la prisión de Chino entre 1953 y 1955, grabó los álbumes Daddy Plays the Horn y Dexter Blows Hot and Cool en 1955 y tocó como sideman en el álbum de Stan Levey, This Time the Drum’s on Me. La última parte de la década la pasó entrando y saliendo de la prisión hasta su liberación final de la prisión de Folsom en 1959. Hacia 1960, se recuperó e inició una serie de grabaciones para Blue Note.

## Renacimiento en Nueva York
Gordon firmó con Blue Note Records en 1961. Se trasladó inicialmente de Los Ángeles a Nueva York para grabar, pero se quedó en Nueva York cuando recuperó la tarjeta de cabaret que le permitía tocar donde se servía alcohol. The Jazz Gallery organizó su primera actuación en Nueva York en doce años. La asociación con Blue Note fue para producir un flujo constante de álbumes durante varios años, algunos de los cuales se ganaron el estatus de icono. Su renacimiento en Nueva York estuvo marcado por Doin 'Allright, Dexter Calling…, Go! y Swingin’ Affair. Los dos primeros fueron grabados durante tres días en mayo de 1961 con Freddie Hubbard, Horace Parlan, Kenny Drew, Paul Chambers, George Tucker, Al Harewood y Philly Joe Jones. Los dos últimos fueron grabados en agosto de 1962, con una sección rítmica que contó con los titulares de Blue Note Sonny Clark, Butch Warren y Billy Higgins. De los dos, Go! era su favorito. Los álbumes mostraron su asimilación de los estilos hard bop y modal que se habían desarrollado durante sus años en la costa oeste, y la influencia de John Coltrane y Sonny Rollins, a quien él había influenciado antes. La estancia en Nueva York resultó ser de corta duración, ya que Gordon recibió ofertas por compromisos en Inglaterra, luego por Europa, que resultaron en una estancia de catorce años. Poco después de grabar A Swingin 'Affair, se marchó.

## Años en Europa
En 1962, en pleno éxito, se marchó a Europa en donde permanecería durante los siguientes 14 años, viviendo principalmente en París y Copenhague. Gordon tocó regularmente con compañeros expatriados o con intérpretes visitantes, como Bud Powell, Ben Webster, Freddie Hubbard, Bobby Hutcherson, Kenny Drew, Horace Parlan y Billy Higgins. El francés nacido en Alemania, Francis Wolff, supervisó las sesiones posteriores de Gordon para el sello Blue Note en sus visitas a Europa. La asociación de Gordon con Drew resultó ser uno de los emparejamientos clásicos entre un intérprete de viento y un pianista, al igual que Miles Davis con Red Garland o John Coltrane con McCoy Tyner.
De este período son Our Man in Paris, One Flight Up, Gettin' Around, y Clubhouse. Our Man in Paris fue una sesión de Blue Note grabada en París en 1963 con un cuarteto con el pianista Powell, el baterista Kenny Clarke y el bajista francés Pierre Michelot. One Flight Up, grabado en París en 1964 con el trompetista Donald Byrd, el pianista Kenny Drew, el baterista Art Taylor y el bajista danés Niels-Henning Ørsted Pedersen, y cuenta con un solo ampliado de Gordon en la canción «Tanya».
Gordon también visitó los Estados Unidos de vez en cuando para hacer grabaciones. Gettin 'Around fue grabado para Blue Note durante una visita en mayo de 1965, al igual que el álbum Clubhouse que permaneció inédito hasta 1979.
Gordon encontró que Europa en la década de 1960 era un lugar mucho más fácil para vivir, diciendo que experimentaba menos racismo y un mayor respeto por los músicos de jazz. También indicó que en sus visitas a los EE. UU. en los últimos años 60 y principios de los 70, él encontró la lucha política y social que le perturbaba. Mientras que en Copenhague, el trío de Gordon y de Drew apareció en la pantalla en la película pornográfica hardcore Pornografi (1971) de Ole Ege, para la cual compusieron y realizaron la banda sonora.
Cambió de Blue Note a Prestige Records (1965-73), pero se quedó en el estilo hard-bop, haciendo álbumes de bop clásicos como The Tower of Power! y More Power! (1969) con James Moody, Barry Harris, Buster Williams y Albert "Tootie" Heath; ¡The Panther! (1970) con Tommy Flanagan, Larry Ridley y Alan Dawson; The Jumpin 'Blues (1970) con Wynton Kelly, Sam Jones y Roy Brooks; The Chase! (1970) con Gene Ammons, Jodie Christian, John Young, Cleveland Easton, Rufus Reid, Wilbur Campbell, Steve McCall y Vi Redd y Tangerine (1972) con Thad Jones, Freddie Hubbard y Hank Jones. Algunos de los álbumes de Prestige se registraron durante sus visitas a América del Norte mientras aún vivía en Europa; Otros se hicieron en Europa, incluyendo la actuaciones en vivo del festival de jazz de Montreux.
Además de las grabaciones que Gordon hizo bajo sus contratos con las etiquetas principales, hay grabaciones en vivo publicadas por etiquetas europeas menores y un vídeo en vivo de su período europeo que están disponibles. El video fue lanzado bajo la serie Jazz Icons.
Menos conocidos que los álbumes de Blue Note, pero de calidad similar, son los álbumes que grabó durante la década de 1970 para el sello danés SteepleChase (Something Diferent, Bouncin' With Dex, Biting the Apple, The Apartment, Stable Mable, The Shadow of Your Smile y otros). Nuevamente presentan sidemen estadounidenses, pero también europeos como el pianista español Tete Montoliu y Niels-Henning Ørsted Pedersen.

## Regreso a casa
Gordon finalmente regresó a los Estados Unidos para siempre en 1976. Apareció con Woody Shaw, Ronnie Mathews, Stafford James y Louis Hayes, para un concierto en el Village Vanguard de Nueva York que fue bautizado como Homecoming (regreso a casa). Fue grabado y lanzado por Columbia Records bajo ese título. "Hubo tanto amor y emoción, que a veces fue un poco misterioso. Después de la última serie de temas se encendieron las luces y nadie se movía de su sitio."
Su regreso en 1976 constituyó un acontecimiento mediático que repercutió en un inusitado interés por su biografía, que empezó a tener tintes legendarios. Gordon firmó con Columbia y se convirtió en una figura popular hasta que su salud le obligó a casi retirarse a comienzos de los ochenta. Regresó de nuevo para participar en la película Round Midnight (1986, Bertrand Tavernier). Fue nominado por este film al Oscar como mejor actor principal, batiéndose en duelo a intérpretes de la talla de James Woods, Bob Hoskins, William Hurt o Paul Newman, quien finalmente ganaría la preciada estatuilla con El color del dinero.
Como nota curiosa hay que decir que Dexter Gordon, amigo de Torben Ulrich (quien dirigía un pequeño club de jazz en Copenhague), es el padrino de Lars Ulrich de Metallica.

## Discografía

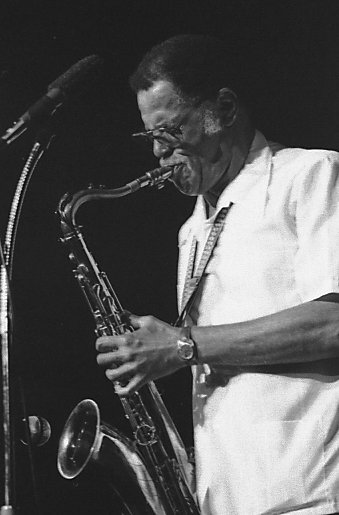
En una actuación con Dizzy Gillespie. Colonial Tavern, Toronto. 19/8/1978.

### Como líder
- Dexter Rides Again (1947 78 album; Savoy MG 12130, 1992; SV-120, 2010)
- The Hunt con Wardell Gray (1947, Savoy SJL 2222, 1976)
- Dexter Gordon - The Chase con Wardell Gray (Dial Records, 1947, reeditado Spotlite (E) SPJ 130)
- Dexter Gordon - Move! (Dial Records, 1947, reeditado Spotlite (E) SPJ 133)
- The Duel con Teddy Edwards (Dial, Spotlite, 1947)
- Dexter Gordon On Dial, The Complete Sessions - The Chase (compilation, Spotlite (E) SPJ 130 CD)
- Dexter Gordon - Long Tall Dexter (Savoy SJL 2211, 1976, compilation of 1940s Savoy tracks)
- Dexter Gordon: Settin' the Pace (Savoy SVY 17027, compilation of 1940s Savoy studio tracks, including alternate takes)
- Dexter's Mood (Cool & Blue [Switzerland] C&B CD-114, 1994, compilation of Dial and Savoy studio tracks)
- The Wardell Gray Memorial, Volume 2 (live jam, Move) (Prestige, PRLP 7009, 1983; CD, OJC 051, 1992)
- The Chase and The Steeplechase, con Wardell Gray, Paul Quinichette (1952, Decca; Universal Distribution CD 9061, 2003)
- Daddy Plays the Horn (1955)
- Dexter Blows Hot and Cool (1955)
- The Resurgence of Dexter Gordon (Riverside, 1960)
- Doin' Allright (1961), Blue Note
- Dexter Calling... (1961), Blue Note
- Go! (1962), Blue Note
- A Swingin' Affair (1962), Blue Note
- Our Man in Paris (Paris 1963), Blue Note – con Bud Powell
- One Flight Up (Paris, 1964) – Blue Note
- King Neptune (1964)
- Clubhouse (Blue Note, grabado 1965, publicado 1979)
- Gettin' Around (New York, 1965)
- The Squirrel: Live at Montmartre (1967)
- Both Sides of Midnight (Black Lion, grabado el 20 de julio de 1967, publicado en 1988)
- Take The "A" Train (1967)
- A Day in Copenhagen (MPS, 1969) – con Slide Hampton
- The Tower of Power! (Prestige, 1969) – con James Moody
- More Power! (Prestige, 1969)
- Some Other Spring (Sonet, 1970) – con Karin Krog
- Dexter Gordon with Junior Mance at Montreux (Prestige, 1970) – con Junior Mance
- The Panther! (Prestige, 1970) – con Tommy Flanagan y Alan Dawson. Prestige Records
- The Chase! (Prestige, 1970) – con Gene Ammons
- The Jumpin' Blues (Prestige, 1970) – con Wynton Kelly
- Tangerine (Prestige, 1972 [1975])
- Ca'Purange (Prestige, 1972) con Thad Jones, Hank Jones, Stanley Clarke y Louis Hayes
- Generation (1972) con Freddie Hubbard y Cedar Walton – Prestige
- All Souls con Eric Ineke (1972) – Dexterity
- Afterhours/The Great Pescara Jam Sessions Vol 1&2 con Eric Ineke (1973) – Ports Song
- The Apartment (SteepleChase, 1974)
- Stable Mable (SteepleChase, 1975)
- Swiss Nights Vol. 1 (SteepleChase, 1975 [1976])
- Swiss Nights Vol. 2 (SteepleChase, 1975 [1978])
- Swiss Nights Vol. 3 (SteepleChase, 1975 [1979])
- Something Different (SteepleChase, 1975)
- Bouncin' with Dex (SteepleChase, 1975)
- Lullaby for a Monster (SteepleChase, 1976 [1981])
- True Blue con Al Cohn (1976; Xanadu Records)
- Silver Blue con Al Cohn (1976; Xanadu Records)
- Biting the Apple (SteepleChase, 1976)
- Homecoming: Live at the Village Vanguard (Columbia, 1976)
- Sophisticated Giant (1977) con una big-band de 11 miembros incluyendo a Woody Shaw, Slide Hampton, Bobby Hutcherson – Columbia Records
- Manhattan Symphonie (1978), Columbia Records— con Rufus Reid – bajo, Eddie Gladden – percusión y George Cables – piano
- Gotham City (1980), Columbia Records
- Landslide (1980), Blue Note
- American Classic [con Grover Washington Jr. y Shirley Scott] (1982) Elektra Entertainment
- Round Midnight (1986), Columbia Records
- The Other Side of Round Midnight (1986) Blue Note Records
- Awakenings (1990)
- Live at Carnegie Hall (1998), Columbia Records – Grabado en 1978
- The Rainbow People con Benny Bailey (2002), Steeplechase Records

### Como acompañante
Con Gene Ammons
- The Chase! (Prestige, 1970)
- Gene Ammons and Friends at Montreux (Prestige, 1973)

Con Louis Armstrong
- Dexter Gordon, Vol. 1 Young Dex 1941-1944 (Masters Of Jazz MJCD 112)
- Louis Armstrong And His Orchestra 1944-1945 (Blue Ace BA 3603)
- Louis Armstrong And His Orchestra (AFRS One Night Stand 240) (V-Disc, 1944)
- Louis Armstrong And His Orchestra (AFRS One Night Stand 253) (V-Disc, 1944)
- Louis Armstrong And His Orchestra (AFRS One Night Stand 267) (V-Disc, 1944)
- Louis Armstrong New Orleans Masters, Vol. 2 (Swing House (E) SWH 44)
- Louis Armstrong And His Orchestra (AFRS Spotlight Bands 382) (V-Disc, 1944)
- Louis Armstrong - Chronological Study (MCA Decca 3063 72)
- Louis Armstrong And His Orchestra (AFRS Spotlight Bands 444) (V-Disc, 1944)
- Louis Armstrong And His Orchestra (AFRS Spotlight Bands 465) (V-Disc, 1944)
- Various Artists, Louis, Pops And Tram (IAJRC 21) (off V-Disc, 1944)
- Louis Armstrong Armed Forces Radio Service 1943/44 (Duke (It) D 1021)

Con Ralph Burns
- Various Artists - OKeh Jazz (Epic EG 37315)

Con Benny Carter
- The Fabulous Benny Carter (1946, Audio Lab AL 1505)
- Benny Carter And His Orchestra (AFRS Jubilee 246) (V-Disc, 1947)
- Various Artists - Jazz Off The Air, Vol. 3 (Spotlite (E) SPJ 147) (off V-Disc 1947)

Con Nat King Cole
- Nat King Cole Meets The Master Saxes 1943 (Phoenix Jazz LP 5)

Con Tadd Dameron
- Tadd Dameron/Babs Gonzales/Dizzy Gillespie - Capitol Jazz Classics, Vol. 13: Strictly Bebop (Capitol M 11059)

Con Billy Eckstine
- The Chronological Billy Eckstine and His Orchestra, 1944-1945 (CD, Classic Records [France], 1997)
- Billy Eckstine, The Legendary Big Band (SVY 17125)

Con Booker Ervin
- Setting the Pace (Prestige, 1965)

Con Lowell Fulson
- Lowell Fulson (Swing Time 320)

Con Dizzy Gillespie
- Dexter Gordon, Vol. 2 Young Dex 1944-1946 (Masters Of Jazz MJCD 128)
- Dizzy Gillespie - Groovin' High (Savoy MG 12020, 1992; SV 152, 2010)

Con Lionel Hampton
- Dexter Gordon, Vol. 1 Young Dex 1941-1944 (Masters Of Jazz MJCD 112)
- Lionel Hampton, Vol. 1: 1941-1942 (Coral (G) COPS 7185)
- Decca Jazz Heritage Series DL-79244

Con Herbie Hancock
- Takin' Off (Blue Note, 1962)

Con Wynonie Harris
- Wynonie Harris - Love Is Like Rain / Your Money Don't Mean A Thing (Come Live With Me Baby) (King 4217)

Con Fletcher Henderson
- Fletcher Henderson And His Orchestra (AFRS Jubilee 76), (V-Disc, 1944)
- Fletcher Henderson And His Orchestra (AFRS Jubilee 77), (V-Disc, 1944)

Con Helen Humes
- Various Artists - Black California (Savoy SJL 2215)
- Helen Humes - Be-Baba-Leba 1942-52 (Whiskey, Women And... Gene Norman "Just Jazz" concert, February 2, 1952, KM 701)
- Helen Humes - New Million Dollar Secret (Whiskey, Women And... Gene Norman "Just Jazz" concert, February 2, 1952, KM 707)

Con Stan Levey
- Stan Levey - This Time The Drum's On Me (Bethlehem BCP 37)

Con Jackie McLean
- The Meeting (SteepleChase, 1974)
- The Source (SteepleChase, 1974)

Con Gerry Mulligan
- Gerry Mulligan - Capitol Jazz Classics, Vol. 4: Walking Shoes (Capitol M 11029)
- Classic Capitol Jazz Sessions (Mosaic MQ19-170)

Con Charlie Parker
- Charlie Parker - Every Bit Of It 1945 (Spotlite (E) SPJ 150D)

Con Leo Parker
- The Be Bop Boys (Savoy SJL 2225)
- Leo Parker - Birth Of Bop, Vol. 1 (Savoy XP 8060)

Con Pony Poindexter
- Pony's Express (Epic, 1962)

Con Jimmy Rushing
- Jimmy Rushing/Don Redman/Russell Jacquet/Joe Thomas - Big Little Bands (1946, Onyx ORI 220)
- Black California, Vol. 2: Anthology (1946, Savoy SJL 2242)

Con Les Thompson
- Les Thompson - Gene Norman Presents Just Jazz (RCA Victor LPM 3102)

Con Ben Webster
- Ben Webster Nonet (1945, Jazz Archives JA 35)